# Operacja krasnojarska
Operacja krasnojarska – działania bojowe 5 Armii Czerwonej, wspieranej przez czerwone oddziały partyzanckie, przeciwko białej Armii Rosyjskiej adm. Aleksandra Kołczaka między 18 grudnia 1919 r. a 8 stycznia 1920 r. W jej rezultacie bolszewicki rząd uzyskał kontrolę nad kolejnymi terytoriami Syberii. Oddziały białych, które nie uległy demoralizacji i rozkładowi, wycofały się dalej na wschód, kontynuując Wielki Syberyjski Marsz Lodowy.

## Tło wydarzeń
W listopadzie 1919 r. sytuacja białego rządu adm. Aleksandra Kołczaka oraz jego sił zbrojnych stała się faktycznie beznadziejna. Morale większości wojsk było wyjątkowo niskie, upadała dyscyplina, szerzyły się dezercje – zmobilizowani wcześniej do białej armii syberyjscy chłopi masowo porzucali oddziały. W nocy z 13 na 14 listopada 1919 r. Kołczak musiał ewakuować się ze swojej stolicy, Omska, który jeszcze 14 listopada został opanowany przez nacierającą Armię Czerwoną. W kolejnych tygodniach zgrupowania wchodzące w skład Frontu Wschodniego Armii Czerwonej, współdziałając z czerwonymi partyzantami, zajmowały kolejne ośrodki miejskie na Syberii i Ałtaju: 11 grudnia – Barnauł, 13 grudnia – Bijsk i 14 grudnia – Nowonikołajewsk. Białe 2 i 3 armie, w teorii skierowane do obrony tego miasta, uległy w znacznej mierze rozkładowi. Czerwony ruch partyzancki na Syberii w połowie 1919 r. liczył 35-40 tys. ludzi, których do walki przeciwko białym skłoniły nadużycia kołczakowskiej administracji, zła sytuacja ekonomiczna wywołana nieudolnością tejże oraz przymusowy pobór do wojska. Sam Kołczak 17 grudnia dotarł pociągiem do Krasnojarska. Wcześniej, 12 grudnia, gen. Władimir Kappel zastąpił Konstantina Sacharowa na stanowisku głównodowodzącego Armii Rosyjskiej.

## Przebieg operacji
Na 5 Armię Czerwoną składały się 27, 30 i 35 dywizje strzeleckie oraz 26 i 51 dywizje strzeleckie w rezerwie. Łącznie liczyły one 37 tys. żołnierzy, 841 karabinów maszynowych, 125 dział i trzy pociągi pancerne. Z regularnymi wojskami współpracowały partyzanckie siły Piotra Szczetinkina i Aleksandra Krawczenki, których liczebność szacuje się na ok. 30 tys. ludzi, a także oddziały partyzantów operujące w rejonach Jenisejska i Kańska, liczące 12 tys. osób. Prawe skrzydło i tył 5 Armii zabezpieczała grupa siemipałatińska, złożona z 1 brygady 26 dywizji strzeleckiej oraz oddziałów partyzanckich, tocząc walki z wycofującymi się w kierunku Sergiopola pozostałościami Armii Orenburskiej atamana Dutowa.
Trzy białe armie natomiast liczyły w przybliżeniu ok. 75 tys. żołnierzy, ok. tysiąca karabinów maszynowych, trzy pociągi pancerne i 200 dział. Odwrót białych osłaniała 5 Dywizja Strzelców Polskich. Już w połowie grudnia Kappel zrozumiał, że jakiekolwiek plany umocnienia się i obrony na Syberii są nierealne, wobec przewagi przeciwnika i stanu własnych sił. Prowadzony przez niego odwrót przez tajgę, podczas którego białych dziesiątkowały choroby, mróz i brak zaopatrzenia określany jest w historiografii jako Wielki Syberyjski Marsz Lodowy.
18 grudnia czerwoni partyzanci zajęli Kuźnieck. Dwa dni później 30 dywizja strzelecka pod dowództwem A. Łapina wkroczyła do Tomska, opanowując miasto faktycznie bez walki. Biała 1 Armia, która miała przechodzić w mieście reorganizację, wskutek dezercji straciła całkowicie zdolność bojową. 12 tys., a według niektórych prawdopodobnie przesadzonych ocen nawet 30 tys. białych zostało wziętych do niewoli. Przed wkroczeniem Armii Czerwonej do Tomska ostatnie oddziały wierne Kołczakowi opuściły miasto, kierując się również wzdłuż linii kolejowej na Krasnojarsk.
Admirał Kołczak w Krasnojarsku nie opuszczał swojego pociągu, gdyż kontrolę nad miastem faktycznie przejęli jeszcze przed jego przyjazdem eserowcy. Gen. Bronisław Ziniewicz, dowódca największego w mieście zgrupowania białych, 1 Korpusu Syberyjskiego, postanowił uznać władzę eserowsko-mienszewickiego Centrum Politycznego i 23 grudnia wezwał Kołczaka do zrzeczenia się władzy na rzecz zgromadzenia ludowego. Uznał również, że obrona Krasnojarska przed Armią Czerwoną byłaby bezsensownym marnowaniem życia żołnierzy. Gdy Kołczak nie odpowiedział na jego wezwanie, Ziniewicz wystawił nakaz jego aresztowania i podjął przez telegraf negocjacje z komisarzami zbliżających się jednostek Armii Czerwonej.
24 grudnia 27 dywizja strzelecka pod dowództwa Witowta Putny zajęła stację kolejową Tajga, po bitwie z dywizją strzelców polskich. Na stacji czerwoni wzięli 5 tys. jeńców i zdobyli 20 dział oraz wagony z zaopatrzeniem. Wcześniej na stacji Tajga doszło do buntu 46 pułku białej 1 Armii; żołnierze zabili część oficerów i odmówili wykonania rozkazów o odejściu na wschód. Zamiast tego ogłosili, że nie będą walczyć z czerwonymi, być może pod wpływem rozpowszechnianej wśród nich literatury agitacyjnej Centrum Politycznego. Cztery dni później 27 dywizja strzelecka zdobyła z kolei Mariinsk i po tym wydarzeniu została przeniesiona do rezerwy.
27 grudnia 1919 r. Kołczak wydał Kappelowi rozkaz ominięcia Krasnojarska i kontynuowania z ocalałymi żołnierzami marszu na Daleki Wschód z dala od innych ośrodków miejskich. 2 stycznia 1920 r. czerwona 30 dywizja strzelecka wspólnie z oddziałami Krawczenki i Szczetinkina zajęła Aczyńsk.
W trakcie negocjacji z dowódcami nadchodzących oddziałów Armii Czerwonej gen. Ziniewicz zwolnił z więzienia w Krasnojarsku wszystkich przebywających tam więźniów politycznych, w tym aresztowanych wcześniej przez białych miejscowych bolszewickich działaczy, Mołczanowa i Zorina. Natychmiast przystąpili oni do mobilizowania robotników do zbrojnego powstania. Wybuchło ono w nocy z 3 na 4 stycznia 1920 r. i zakończyło się całkowitym sukcesem bolszewickiego komitetu rewolucyjnego. 6 stycznia Kappel, potwierdzając rozkaz Kołczaka, ostatecznie postanowił ominąć Krasnojarsk i kierować się na Irkuck. Ok. 25 tys. żołnierzy postanowiło jednak opuścić armię i pozostać w mieście, licząc na to, że nie zostaną rozpoznani. Inni w obawie przed bolszewikami popełniali samobójstwa. 8 stycznia 1920 r. Armia Czerwona wkroczyła do Krasnojarska.